# 鍾永豐
鍾永豐（1964年1月2日—），臺灣高雄美濃客家裔詩人、作詞人、音樂專輯製作人及文化行政工作者。曾參與美濃反水庫運動、擔任過高雄縣政府水利局局長等職，後擔任臺北市政府客家事務委員會主任委員，2016年底接任臺北市政府文化局局長，現任臺北藝術大學主任秘書。

## 生平
鍾永豐出身於種植菸草的農家。

## 經歷
- 曾擔任交工樂隊筆手（執筆者）。
- 2000年，以音樂專輯《我等就來唱山歌》與林生祥、陳冠宇同獲第11屆金曲獎最佳專輯製作人獎。
- 擔任「生祥與瓦窯坑3」筆手。
- 2005年，以〈臨暗〉的客語歌詞，得到第16屆金曲獎最佳流行音樂作詞人獎。
- 2007年，以客語歌詞〈種樹〉，再度獲得第18屆金曲獎演唱類最佳作詞人獎。
- 2014年，在擔任「生祥樂隊」筆手時，以《我庄》再次入圍金曲獎最佳作詞人獎[2]。
- 2018年，臺中市政府文化局邀請方梓、方耀乾、王金選、平路、石德華、向陽、宇文正、吳晟、李如青、李勤岸、曹俊彥、陳幸蕙、陳憲仁、陳雨航、曾貴海、楊翠、楊錦郁、劉克襄、蔡素芬、蕭蕭、鍾永豐、鍾怡雯等國內作家、詩人組成第七屆臺中文學獎創作類及貢獻獎類評審團[3]。
- 2022年，出版散文集《菊花如何夜行軍》，獲得台灣文學獎金典獎及蓓蕾獎。[4]

## 作品

### 書籍
- 《我等就來唱山歌》（2015年，上海文藝出版社，ISBN 978-7532159215）
- 《重遊我：踢著影子去旅行》（2017年，電子工業出版社，ISBN 978-7121295997）
- 《菊花如何夜行軍》（2022年，春山出版社，ISBN 978-6269524280）

### 作詞
（待補充）

## 書寫風格
為左派語言作為文學起點，一場對於鍾永豐的訪問報導是這樣說的：
1988年，從成大退學的鍾永豐，重考上淡江大學土木學系，卻仍舊上街頭、參加讀書會、近身觀察左翼運動。這個文學少年為馬克思《資本論》、《1844年經濟學哲學手稿》的文采所吸引：「你無法想到事情可以這麼看，這些精采觀點，竟能用這樣的文字呈現。
正因這份對於左派思維的理解與出發點，往往並不會膝跳反射式轉出對於資本主義的信任，反而會對於資本主義的反思，進入對於社會學的關懷與觀察。而鍾永豐保持與書寫對象具有距離——社會學家之眼，其也在新書《菊花如何夜行軍》的序中如此寫道：
「彼時，菸草經濟褪消、家族社會解離、勞動青年返鄉、幾年内數百位東南女性嫁進美濃、中央政府計劃在平原頂端建一座水庫；它們似乎來自某些相互關聯動力；但我明白以前胡亂抓讀的文學不足以幫助我理解這一切。我們幾位回鄉青年成立工作隊、訪談家戶，並以農民、農村、農業為題，組織讀書會、籌辦營隊，邀請人類學者、社會學家、政治經濟學者分享研究心得。我們乃逐漸形成認識身世與處境的方法。」
他的寫作手法不單單只陳述社會的流變、關心社會事件，也重視內心的精神思考和女性的相關議題。在一次訪談下，他提到關於「女性」的書寫，闡述關於女性書寫的想法。
他說:「我就覺得，我身體跟心理，其實很多女性，所以我其實就想要寫我身體裡面的女性。」

鍾永豐對他所尊敬的音樂人、詩人Leonard Cohen是這樣說的「他不是寫女性而已，我覺得他跟我一樣，有認識到他身體裡面的女性。他寫女性的方式，跟一般人刻意響應女性主義的號召所寫的女性不一樣。」在此之後，他又解釋到:「我們這種被女人疼的男性，其實更要珍惜自己身體裡的『女性』，否則就會變成另一個被女性養大的父權主義者，如果這樣，你怎麼可以原諒自己呢？」

## 爭議
2017年媒體接獲民眾投訴，鍾永豐任臺北市政府客家事務委員會主委期間，北市府客委會2015至2016年間有6件標案皆由大大樹音樂圖像得標，且皆由鍾永豐、曾年有擔任評審，總經費達新臺幣1199萬元。由曾年有接任客委會主委後又招標「2017台北市客家文化節-蕭如松紀念音樂委創及展演」一案，該案企劃書為大大樹音樂圖像策劃，其企劃書內所載預定邀約之作曲者早川徹為生祥樂隊貝斯手，鍾玉鳳為生祥與瓦窯坑3琵琶手，鍾永豐是生祥樂隊長期配合之作詞人，而大大樹曾為生祥樂隊發行公司。依《政府採購法》規定，負責設計企劃書之廠商不具備投標資格，更不得作為決標對象；然而客委會以「經審查無不公平競爭」為由，同意大大樹投標。曾年有表示，該標案確實有疏失之處，已廢標再重新招標。此舉遭投訴人再質疑是為大大樹解套，讓大大樹重新獲得招標資格。 大大樹隨後於官方網站刊登回應，鍾永豐、曾年有亦公開說明回應。

## 附註
1. ↑  .   [2021-11-10]. （原始内容存档于2021-11-10）.
2. ↑  . Yahoo奇摩新聞.   [2016-11-22]. （原始内容存档于2019-01-20）.
3. ↑  .   [2018-09-23]. （原始内容存档于2018-09-23）.
4. ↑  .   [2023-02-11]. （原始内容存档于2023-02-10）.
5. 1 2  VERSE. . www.verse.com.tw.   [2023-06-11]. （原始内容存档于2023-06-11） （中文（臺灣））.
6. ↑  . Openbook閱讀誌. 2022-02-09  [2023-06-14]. （原始内容存档于2023-06-14） （中文（繁體））.
7. ↑  .   [2017-03-01]. （原始内容存档于2018-12-23）.
8. ↑  （一）2009年《大地書房》專輯完成後，大大樹便沒有繼續出版或發行「生祥樂隊」創製的作品。過去合作的專輯，也多已轉移其他公司發行，或停止生產。
（二）2015年到2016年，大大樹執行臺北市政府客家事務委員會、台北市客家文化基金會的計劃兩年共六項，實際執行總金額未達800萬元 (扣除代發獎金 187萬元)。標案資訊完全公開，皆可上網查詢。
（三）根據「2017台北市客家文化節-蕭如松紀念音樂委創及展演」投標須知，允許製作企劃書的廠商參與投標，大大樹並無違法。此企劃書，係大大樹於2016年透過公開招標徵求所執行的「蕭如松紀念音樂專輯與紀念音樂會公開徵求創意構想企劃書」之成果，作為「2017台北市客家文化節-蕭如松紀念音樂委創及展演」之企劃書。其中建議之樂人、藝術家、創製人員皆從專業能力或國際聲譽考量，並非全數為大大樹關係人。同時，2017年標案的需求說明書上亦明確指出，投標廠商邀約之相關創製人員「皆不以企劃案對象為限」。
9. ↑  .   [2017-03-17]. （原始内容存档于2018-08-05）.
10. ↑  .   [2017-03-17]. （原始内容存档于2018-08-05）.

## 外部連結
- 鍾永豐在互联网电影资料库（IMDb）上的資料（英文）